# ماجراهای خانواده تمدن
ماجراهای خانواده تمدن یک مجموعه تلویزیونی طنز محصول سال ۱۳۷۷ به کارگردانی امیر مسعود تیمورخواه و غلام عباس قنبری، نویسندگی سپهر محمدی  و تهیه‌کنندگی امیر مسعود تیمورخواه و غلام عباس قنبری می‌باشد که از برنامه سیمای خانواده شبکه یک پخش شد. این مجموعه در ۵۱ قسمت ۱۹ دقیقه‌ای تهیه شد.

## بازیگران
- گوهر خیراندیش
- زهره حمیدی
- اسماعیل محرابی
- اقدس صحت‌بخش
- بهار نوحیان
- جعفر بزرگی
- حسین چنگی
- رسول نجفیان
- رؤیا فلاحی
- سعیده عرب
- زهره حمیدی
- حوریه خطیب زاده
- صدیقه کیانفر
- غلامحسین لطفی
- فرنوش آل احمد
- کارین نجفیان
- محسن قاضی‌مرادی
- محمدرضا نوروزی
- محمدعلی ساربان
- ملکه رنجبر
- مهوش وقاری
- نعمت‌الله گرجی